# Kopalnia diatomitu w Jaworniku Ruskim
Kopalnia diatomitu w Jaworniku Ruskim – kopalnia odkrywkowa diatomitu (jedyna w Polsce), znajdująca się w Jaworniku Ruskim w województwie podkarpackim.
Złoże diatomitu zostało odkryte w 1975, w 1976 opracowano projekt doświadczalnej eksploatacji, a kopalnię utworzono w 1977.
Od 1992 roku złoża wykorzystuje, jedyny krajowy producent surowców diatomitowych - Specjalistyczne Przedsiębiorstwo  "Górtech" sp. z o.o. w Krakowie. Wydobywany i przetwarzany na terenie kopalni urobek diatomitowy jest przetwarzany na sorbent, środek do usuwania rozlewisk substancji ropopochodnych lub płyty, wykorzystywane do wytwarzania produktów termoizolacyjnych.